# Музей анатомії НУБіП
Музей анатомії НУБіП — природничий музей у складі Національного університету біорізноманіття і природних ресурсів України. Один з найвідоміших університетських музеїв Києва.

## Історія музею
Музей створено при кафедрі анатомії тварин НУБіП, його фундатор і активний розбудовник — професор Олег Петрович Мельник. Датою започаткування музею є 1 вересня 1989 року. Першим експонатом тут став череп антилопи кани. Музей, як і кафедра анатомії та гістології тварин імені академіка Володимира Касьяненка, є частиною факультету ветеринарної медицини НУБіП.

## Особливості експозиції
На сьогодні в музеї зібрано понад 1,5 тисячі анатомічних експонатів, що представляють фауну усіх континентів. Тут є скелети носорога, жирафи, пітона та інших екзотичних тварин. Найбільш представлені в музеї кісткові матеріали хребетних, насамперед ссавців, проте є й кістяки птахів, плазунів та риб. Поміж кістяками в багатьох місцях інтер'єр прикрашають опудала, зроблені таксидермістами музею.

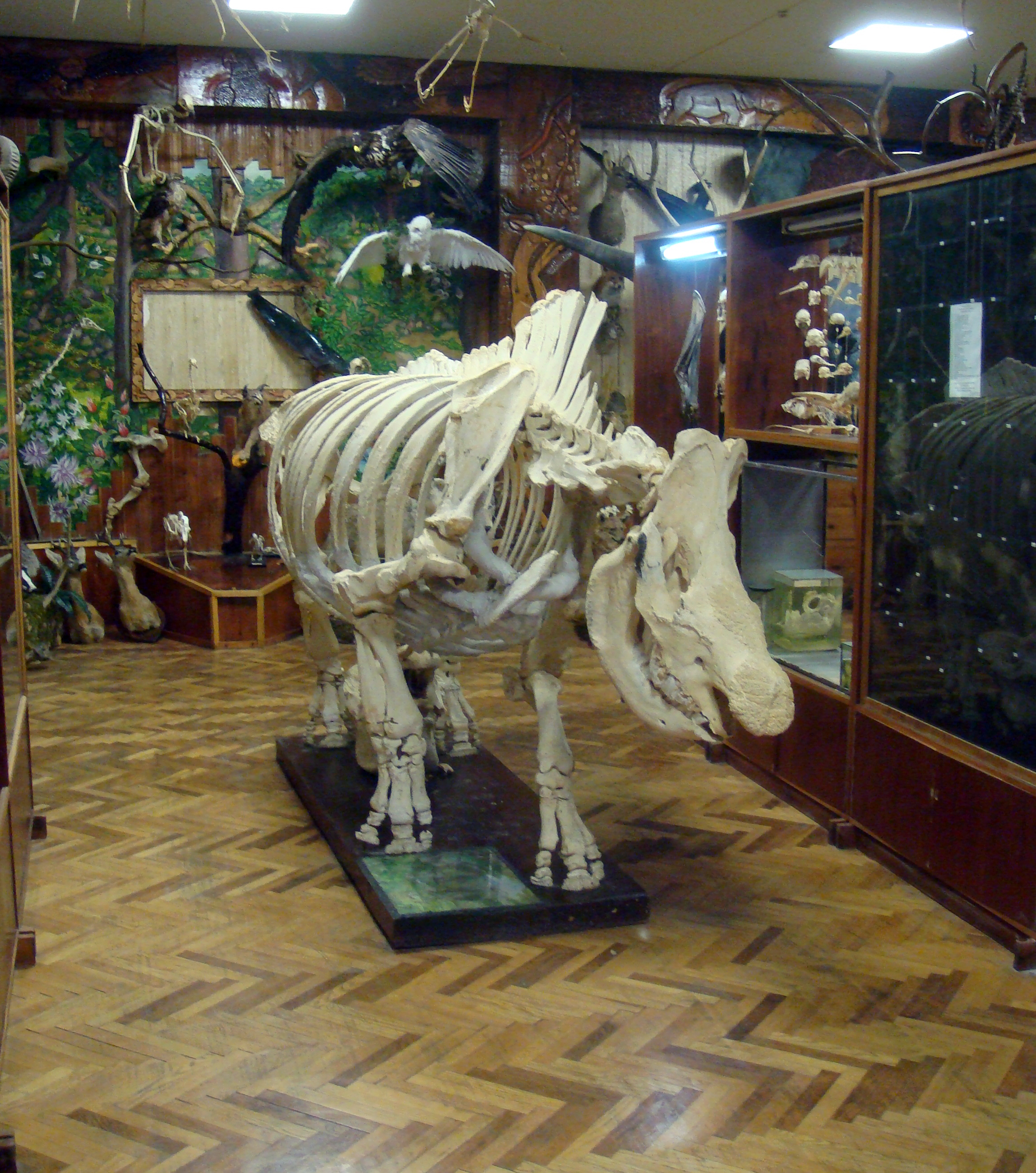
Скелет носорога
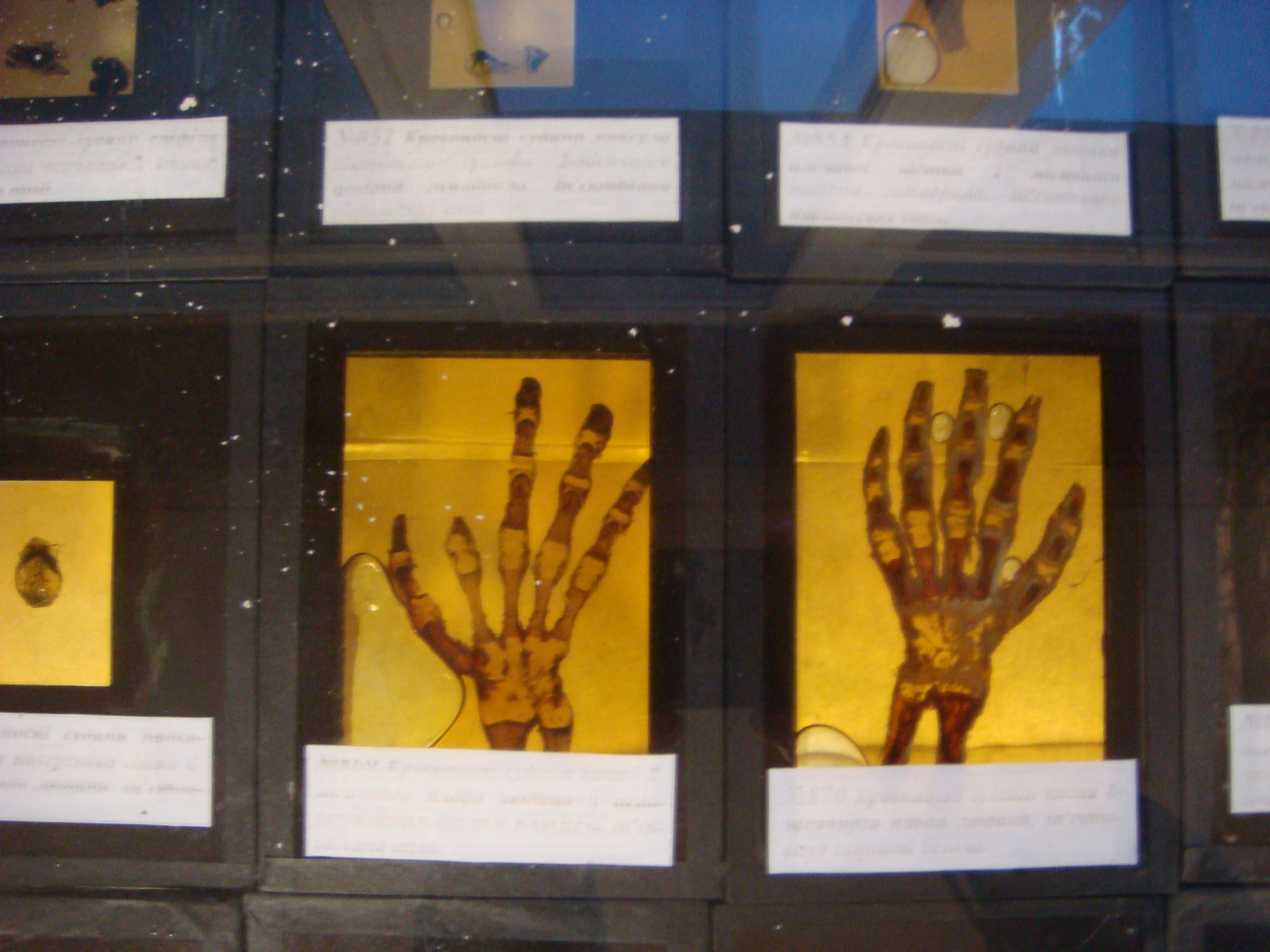
Препарати з колекції С. Ф. Манзія
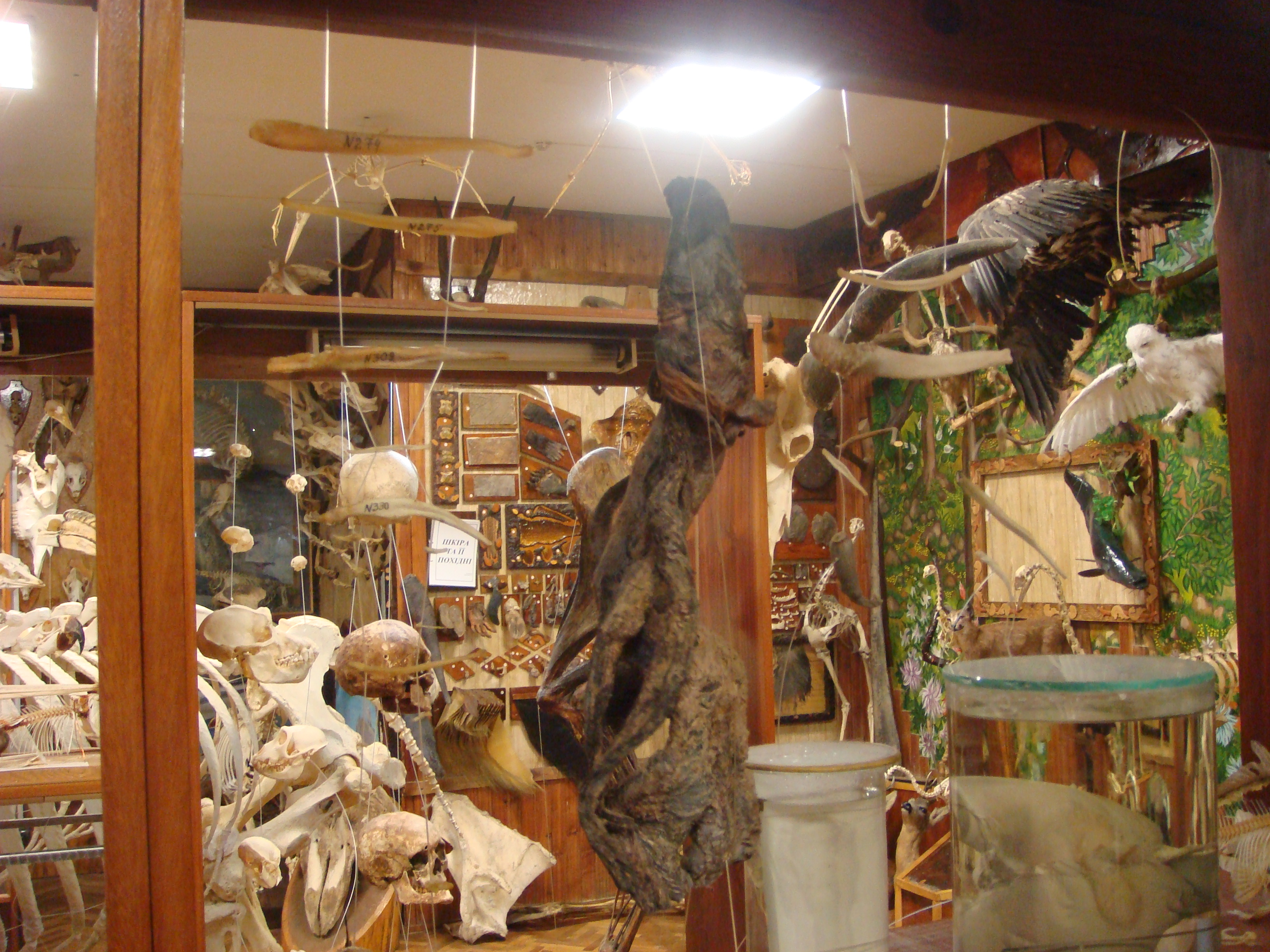
Колекція бакулюмів
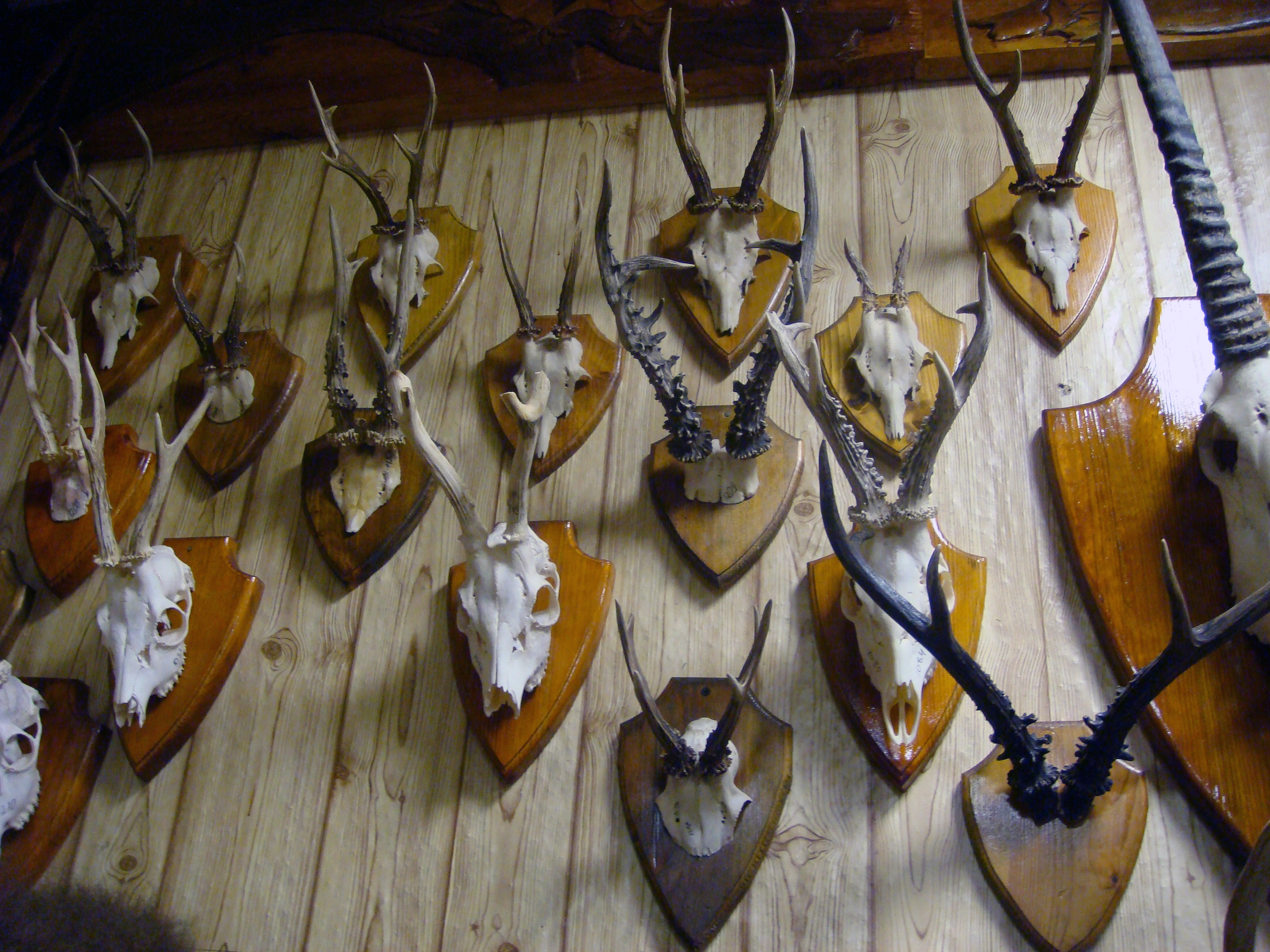
Колекція черепів з рогами
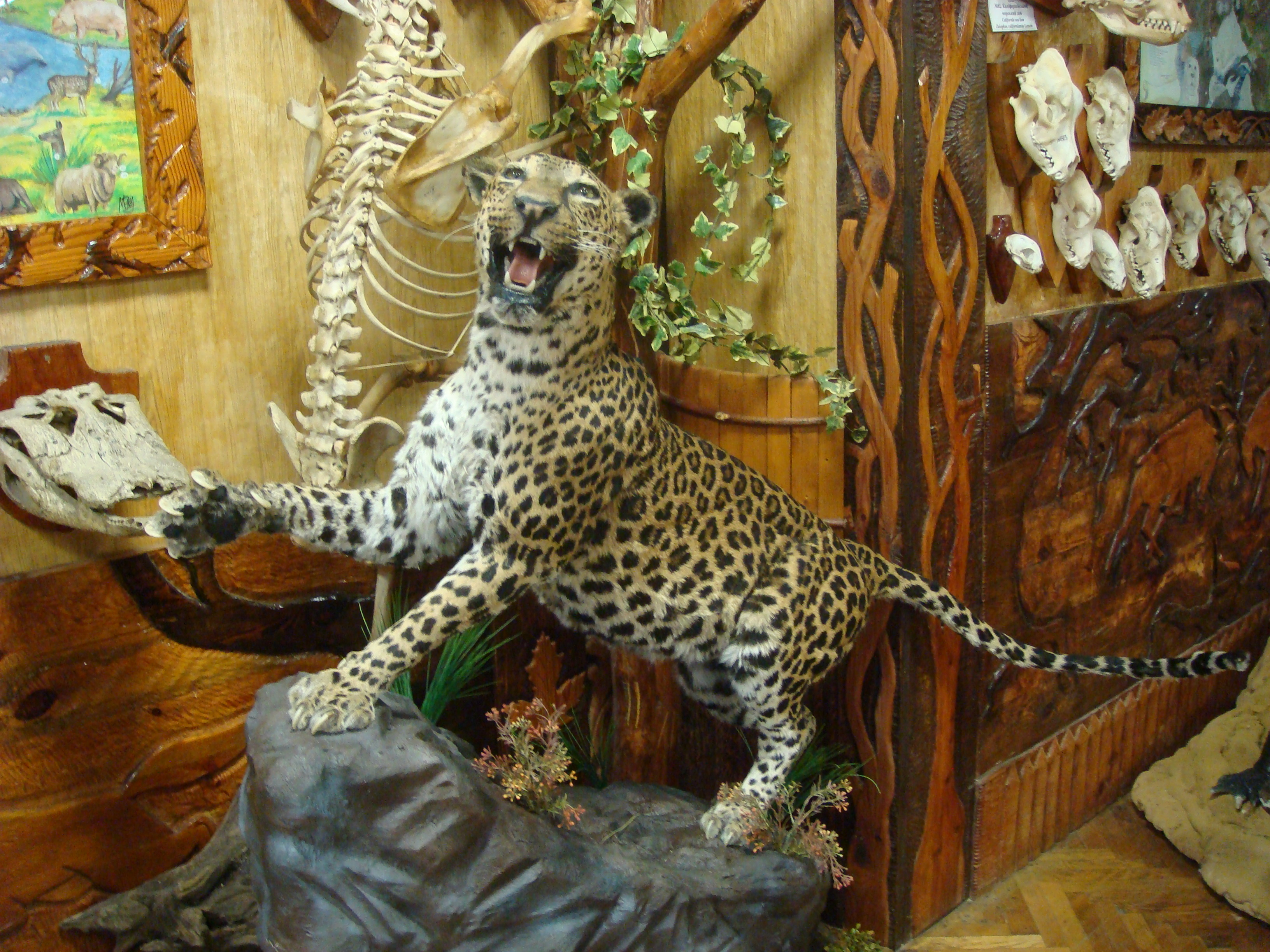
Пантера плямиста

Кафедра і приміщення музею оздоблені оригінальними рисунками, прикрашені численними колекційними зразками тварин, портретами визначних анатомів.

Настінні рисунки
В коридорах анатомічного музею
Бібліотека (йде реконструкція)
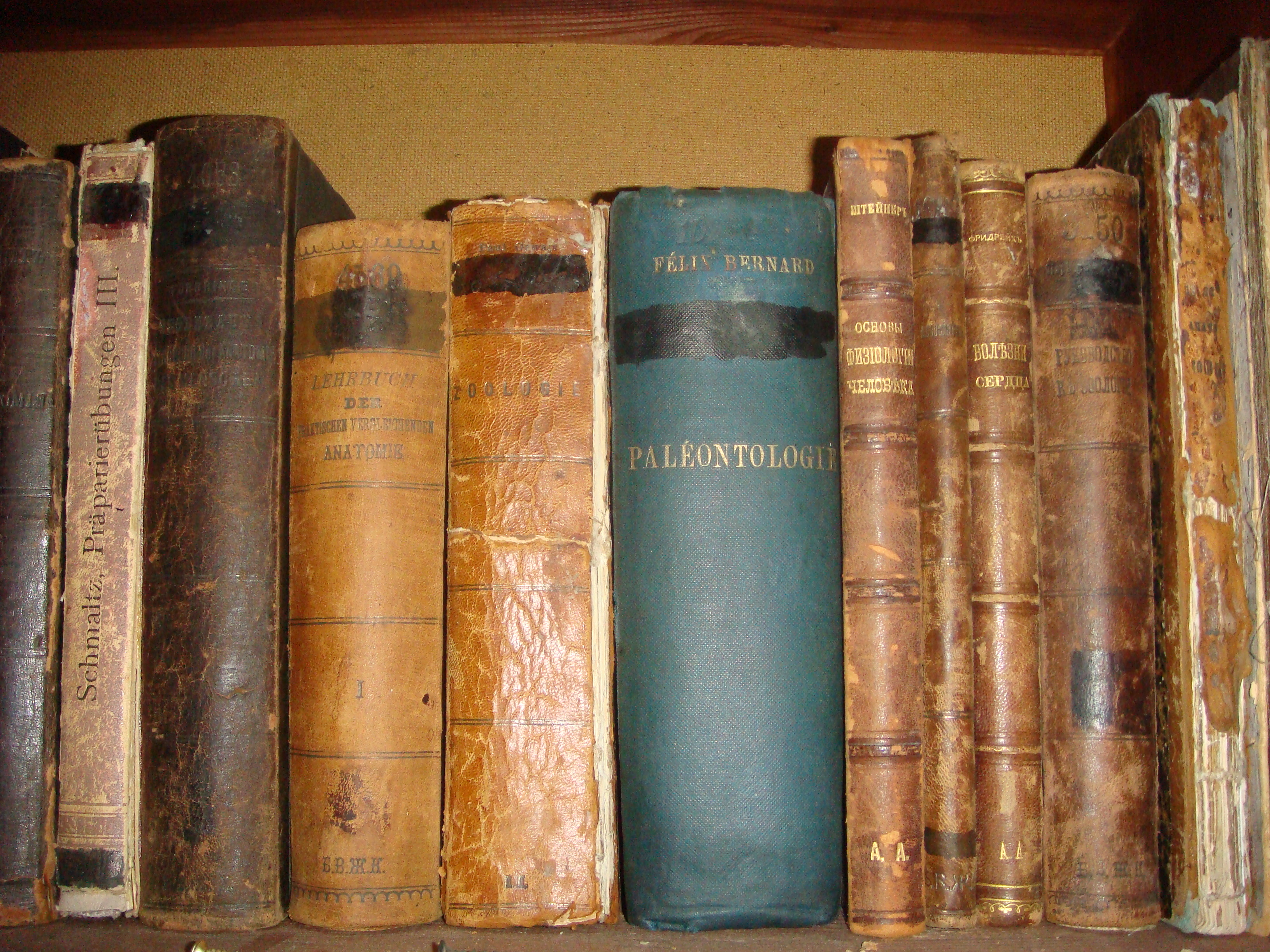
Стародруки в бібліотеці кафедри
Секційна зала ("кінна зала")

## Екскурсії, гості
- 3d екскурсія музеєм [Архівовано 21 січня 2021 у Wayback Machine.]

Колекція музею використовується у навчальному процесі: тут проходять заняття студентів кафедри.
Музей пишається своїми різноманітними гостями, серед яких були й відомі науковці та громадські діячі. Про це є окрема сторінка на сайті музею [Архівовано 22 січня 2021 у Wayback Machine.]: президент Національної академії педагогічних наук України Василь Кремінь, президент Національної академії наук Борис Патон, митрополит Паризький і всієї Франції УПЦ КП Мішель (Лярош) та ін.

## Цінні й унікальні зразки

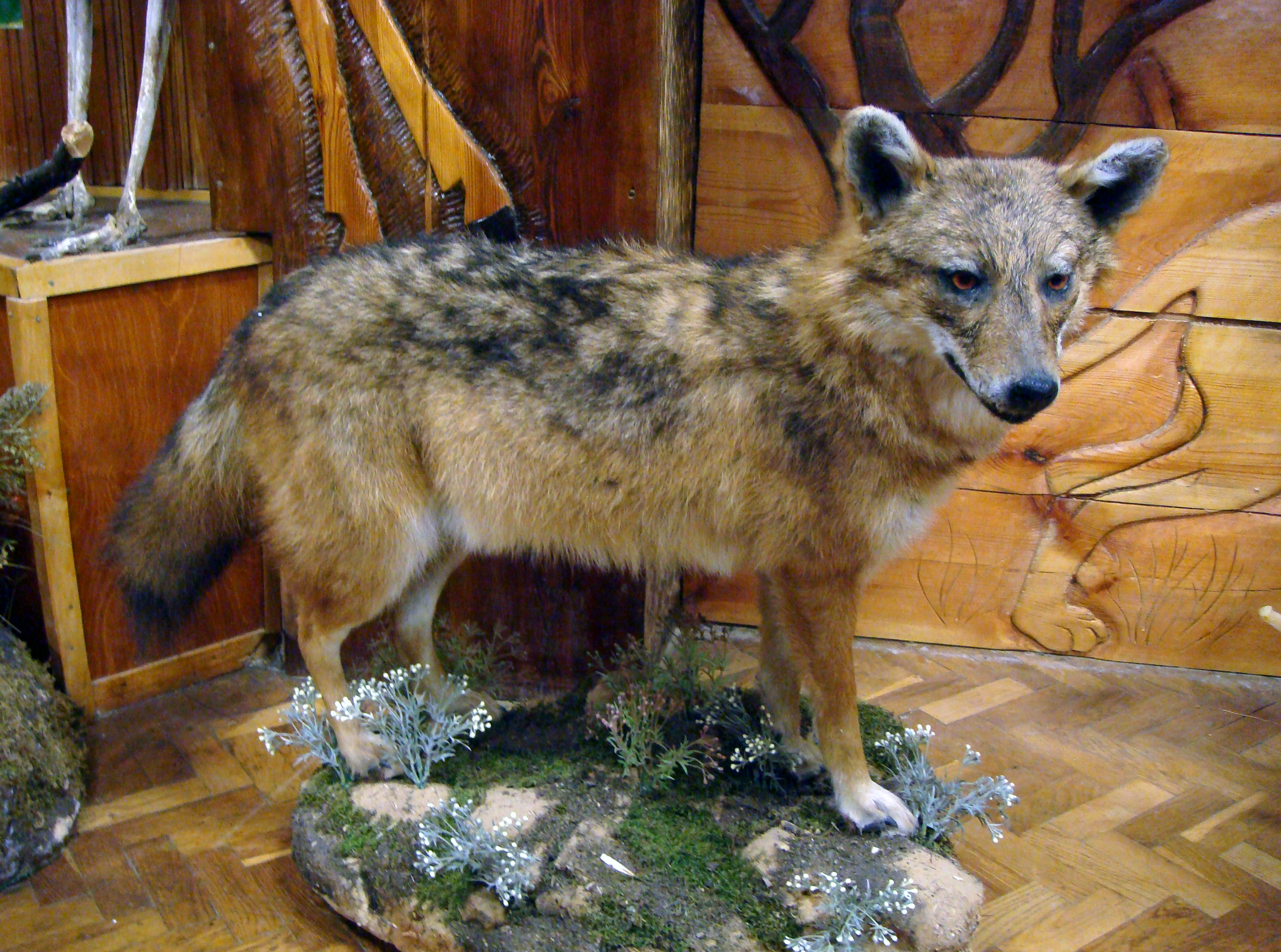
Шакал (опудало) в експозиції музею

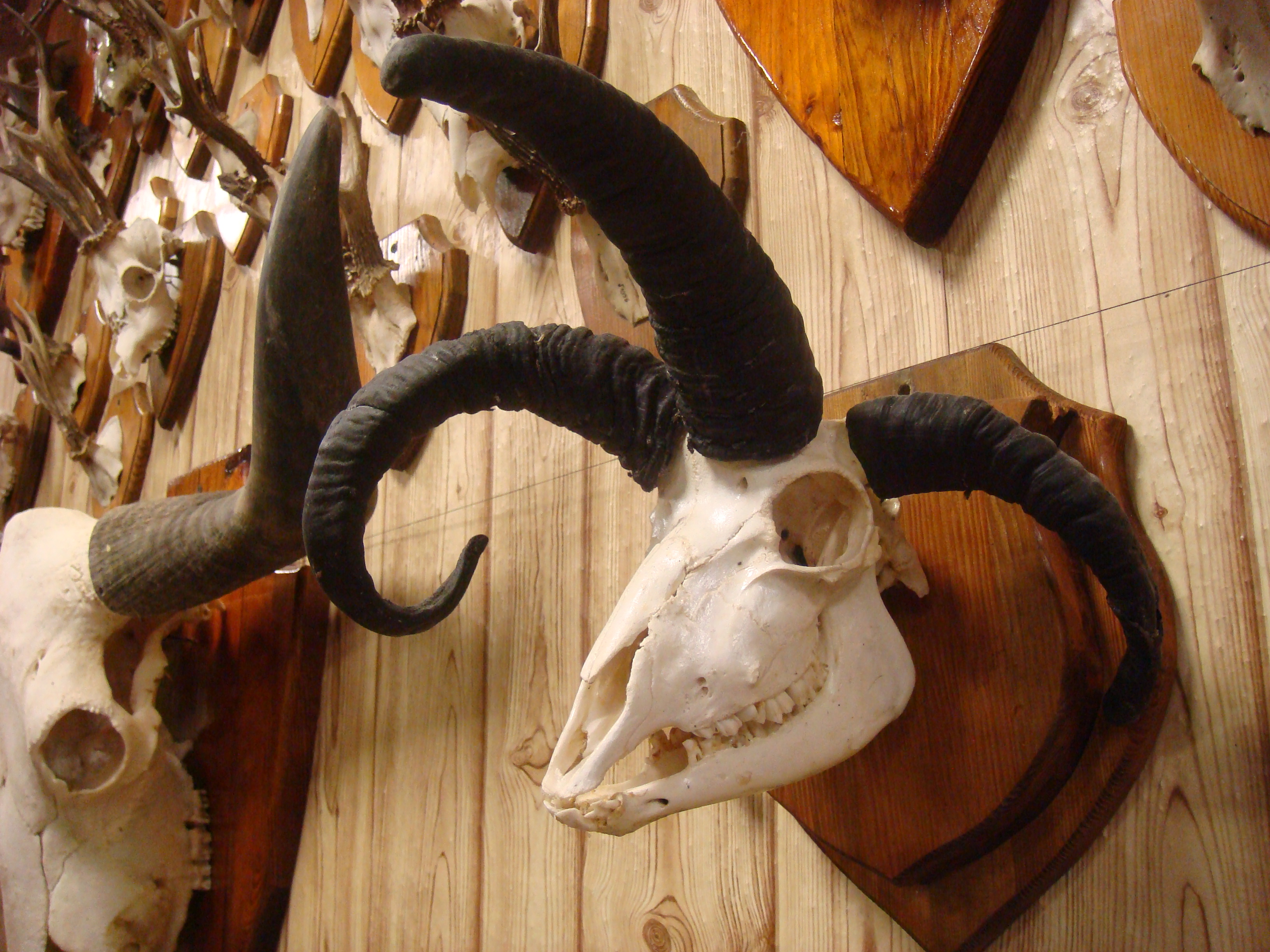
Чотирирогий баран

Завдяки О. П. Мельнику на кафедрі анатомії запроваджено технологію виготовлення анатомічних препаратів шляхом пластинації, або полімерного бальзамування.
Серед примітних експонатів:
- череп людини часів княгині Ольги;
- колекція черепів псів різних порід;
- останки псів XI ст., знайдені археологами під час останніх розкопок на Поштовій площі;
- череп дікдіка — найменшої в світі антилопи, яка важить близько п'яти кілограмів;
- хобот та вуха відомого слона Боя з Київського зоопарку;
- внутрішні органи тварин: язик тигра, серце коня, пеніс моржа, легені їжатця тощо.